# Nguyễn Nghi (tiến sĩ)
Nguyễn Nghi (chữ Hán: 阮宜; 1588-1657) là đại thần nhà Lê trung hưng trong lịch sử Việt Nam.